# Lawton (Oklahoma)
Lawton  è una città degli Stati Uniti d'America, situato nella Contea di Comanche, nello Stato dell'Oklahoma.
Costruita sulle terre di una riserva di nativi Kiowa, Comanche e Apache, Lawton fu fondata il 6 agosto 1901 e così chiamata in onore del maggior generale Henry Ware Lawton (17 marzo 1843 – 19 dicembre 1899), che si distinse nella guerra di secessione, nelle guerre apache e in quella ispano-americana; ucciso in combattimento durante la guerra d'indipendenza filippina, venne insignito della Medal of Honor. Il paesaggio di Lawton è quello caratteristico delle Grandi Pianure, con una orografia piatta e dolci rilievi collinari, mentre la parte a nord della città è segnata dalle montagne Wichita.

## Monumenti e luoghi d'interesse
Nelle vicinanze di Lawton vi si trova un'antica base militare americana di nome Fort Sill a 135 km di distanza da Oklahoma City.